# Erlikosaurus andrewsi
Erlikosaurus andrewsi ("Erlikův ještěr"; podle boha smrti v turko-mongolské mytologii) byl druh terizinosauroidního teropodního dinosaura, žijícího v období rané pozdní křídy (asi před 90 miliony let) na území dnešního Mongolska.

## Historie a zařazení
Erlikosaurus byl blízkým vývojovým příbuzným rodů Erliansaurus a Therizinosaurus. Jeho fosilie byly objeveny v roce 1972 v sedimentech souvrství Bajn Šireh na území Jihogobijského ajmagu. Formálně tohoto dinosaura popsal mongolský paleontolog Altangerl Perle spolu s krajanem Rinčengínem Barsboldem v roce 1980.

## Rozměry a popis
Tento dinosaurus byl asi 3,4 metrů dlouhý a dosahoval hmotnosti medvěda grizzly. Podle Gregoryho S. Paula dosahoval tento teropod délky asi 4,5 metru a jeho hmotnost se pohybovala kolem hodnoty 500 kilogramů.. Lebka byla dlouhá kolem 25 centimetrů. Erlikosauři byli zřejmě menší stádní všežravci nebo býložravci s poměrně rozvinutým koncovým mozkem (jak ukázal detailní výzkum jejich fosilní mozkovny v roce 2012).

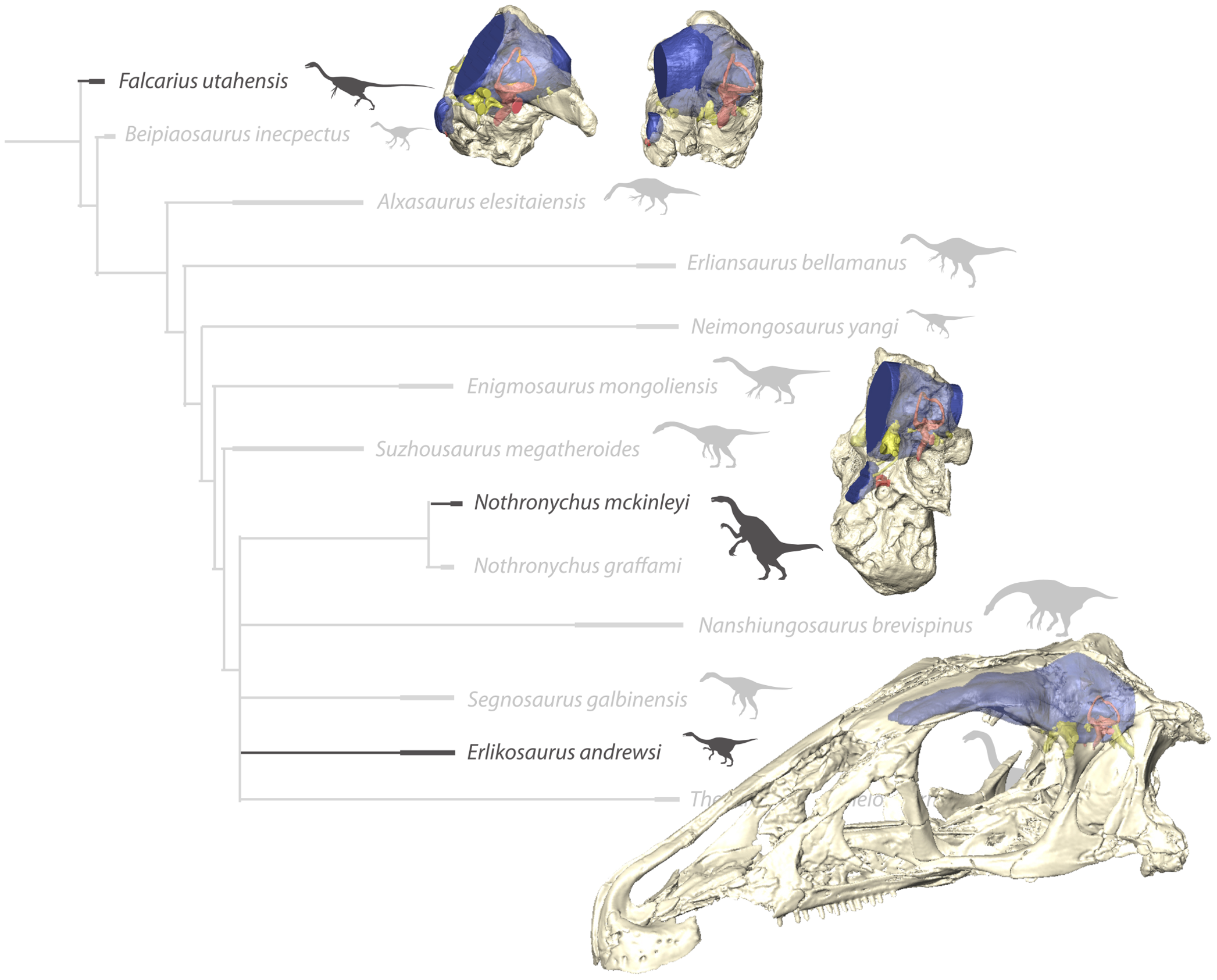
3D model lebky erlikosaura.